# Rainbow Arts
La Rainbow Arts era una società tedesca di sviluppo e pubblicazione di videogiochi, soprattutto per i computer Commodore 64, Amiga e Atari ST. Fu fondata nel 1984 da Marc Ullrich nella città di Gütersloh, ma presto si trasferì a Düsseldorf.
Divenne il principale editore di videogiochi tedesco tra la fine degli anni '80 e l'inizio degli anni '90. Viene ricordata soprattutto per la saga di Turrican e per le controversie per plagio di The Great Giana Sisters e Katakis.

## Storia
L'azienda fu fondata da Marc Alexander Ullrich quando aveva solo 17 anni e faceva ancora le scuole superiori. Divenne parte del gruppo Rushware dal 1986. Svolse soprattutto il ruolo di editrice, per la quale operarono varie società di sviluppo indipendenti; grazie all'ampia capacità economica del gruppo, poté reclutare i migliori autori tedeschi. Tra questi si ricordano soprattutto Chris Hülsbeck, Thomas Hertzler, Armin Gessert e Manfred Trenz. Rainbow Arts impiegò giovani sviluppatori come freelance, ma all'inizio anche come interni; erano spesso desiderosi di sperimentare e molto abili tecnicamente. Predilessero soprattutto il genere d'azione e le veloci animazioni 2D. I primi prodotti comunque ricevettero solo tiepide recensioni all'estero e non furono eclatanti nemmeno in patria.
Il primo titolo di rilevanza internazionale fu Bad Cat nel 1987, ma la prima grande svolta ci fu con il reclutamento dello studio Time Warp Productions di Armin Gessert. Questi svilupparono The Great Giana Sisters (1987), un grande successo che riuscì a ricreare sui computer Commodore un platform a scorrimento paragonabile al capolavoro Super Mario Bros.. Tuttavia si trattava di un clone fin troppo spudorato di Super Mario Bros. e la Nintendo minacciò una causa per plagio alla Rainbow Arts, ottenendo il ritiro dal mercato di The Great Giana Sisters. Ciò non impedì l'enorme diffusione del gioco, anche grazie alla pirateria, e la sua consacrazione come classico.
La storia si ripeté con l'ingaggio del promettente Manfred Trenz, già attivo nello sviluppo di Giana Sisters, che realizzò lo sparatutto a scorrimento Katakis (1988), fortemente ispirato a R-Type, anch'esso un capolavoro del proprio genere. Anche stavolta ne risultò una causa legale da parte del produttore di R-Type, che vinse. Stavolta i titolari dei diritti europei (Electric Dreams Software) pretesero in risarcimento che la Rainbow Arts programmasse per loro le vere conversioni ufficiali di R-Type, e l'azienda ottemperò. Comunque la Rainbow Arts immise sul mercato Denaris (1989), un altro sparatutto ottenuto modificando Katakis, ed ebbe nuovamente un grande successo.
Intorno al 1988 la Rainbow Arts divenne molto rinomata per la qualità dei prodotti, e indiscutibilmente apprezzata in quanto a grafica, sonoro e abilità di programmazione dei suoi sviluppatori, nonostante ci fosse stata una carenza di originalità e creatività nel design. Era la casa tedesca più conosciuta all'estero, anche grazie alla sua associazione con la U.S. Gold.
Nel 1988 venne creata l'etichetta dipendente Golden Goblins, dedicata a titoli di fascia alta e guidata dall'ex Magic Bytes Rolf Lakämper, che produsse tre giochi fino al 1990 (Circus Attractions, Grand Monster Slam, MUDS). Golden Goblins era costituita da otto programmatori che lavoravano già insieme da circa un anno e mezzo e vennero assunti dalla Rainbow Arts nell'estate 1988.
Venne creata inoltre l'etichetta Highlights, utilizzata intorno al 1989 per alcune riedizioni a basso costo, di giochi propri o di altri editori.
Nel 1990 arrivò il capolavoro platform-sparatutto a scorrimento Turrican, che confermò definitivamente le ottime capacità della Rainbow Arts, nonché del suo autore Manfred Trenz. Lo stesso anno si fecero notare anche il simulatore di carri armati 3D Conqueror e lo sparatutto X-Out. Anche il 1991 iniziò bene con Mad TV e l'attesissimo seguito Turrican II: The Final Fight.
I successi internazionali comunque nel complesso non furono numerosi e negli anni '90 iniziò anche un declino, dovuto a investimenti meno fruttuosi e ai risultati modesti di Golden Goblins e di vari studi di sviluppo esterni. Con il calo del settore sviluppo, alcuni membri rinomati, incluso Trenz, lasciarono l'azienda, che perse sempre più rilevanza e non riuscì a rafforzarsi nemmeno operando solo come editrice.
Nel 1992 tutto il gruppo Rushware entrò a far parte di Funsoft Holding GmbH. Nel tardo 1998 Funsoft vendette la Rushware e le sue sussidiarie all'editore statunitense THQ. Gli ultimi titoli apparsi con marchio Rainbow Arts risalgono circa a questo periodo.
Rainbow Arts rimane memorabile come luogo dove hanno iniziato molti grandi nomi tedeschi del settore. Qui lavorarono i successivi fondatori di aziende che conquistarono la scena tedesca negli anni '90, come Factor 5, Blue Byte, Spellbound Entertainment, Thalion Software, Ascaron.
Nel gennaio 2022 l'editrice Ziggurat Interactive, specializzata in retrogaming, ha acquistato i diritti su oltre 80 titoli appartenuti al marchio Rainbow Arts.

## Videogiochi
La rivista Retro Gamer tedesca cita come i maggiori successi Turrican II: The Final Fight, Mad TV, The Great Giana Sisters e Katakis. Retrogame Magazine italiana ricorda come pezzi forti Madness, Bad Cat, The Great Giana Sisters, Rock'n Roll, Denaris, Grand Monster Slam, X-Out, Turrican, Conqueror, Z-Out, Turrican II, Mad TV.
Elenco approssimativo dei videogiochi pubblicati, e in parte sviluppati internamente:
- 1st CD Edition (1989)
- 3001 O'Connor's Fight (1990)
- Antics (1987)
- Apprentice (1990)
- Australo Piticus Mechanicus (1988) per Amiga, riedizione Highlights
- The Baby of Can Guru (1987)
- Bad Cat (1987)
- Berlin 1948 o East vs. West (1989)
- Blockout (1990)
- The Blue Crystal (Der Blaue Kristall) (1985) per Amstrad CPC, avventura testuale
- Circus Attractions (1989)
- Claim to Power (1995)
- Conqueror (1990)
- The Curse of Ra (1990)
- Danger Freak (1987)
- Day of the Pharaoh (1989)
- Denaris (1989)
- Detector (1988) per Amiga, riedizione Highlights
- Dizzy Dice (1990), riedizione Amiga
- Down at the Trolls (1988)
- Earthworm Jim e Earthworm Jim 2 (1996), riedizione in raccolta
- Flies: Attack on Earth (1993)
- Future Tank (1988), riedizione Highlights
- Galactic Attack (1997)
- Garrison (1987)
- Garrison II (1987)
- Globulus (1990)
- Graffiti Man (1987)
- Grand Monster Slam (1989)
- The Great Giana Sisters (1987)
- Halls of Gold (1986) per Amstrad CPC
- Hard 'n Heavy (1989)
- Hollywood Poker Pro (1989), riedizione Highlights
- Hurra Deutschland (1994)
- Imperium Romanum (1996)
- In 80 Days Around the World (1987)
- Jinks (1987)
- Joan of Arc (1989), riedizione Highlights
- Journey to the Center of the Earth (1988), riedizione Highlights
- Katakis (1988)
- Khalaan (1990)
- Legend of Faerghail (1990)
- Log!cal (1991)
- Lollypop (1994)
- Mad TV (1991)
- Madness (1986)
- Masterblazer (1990)
- Money Molch (1985) per Amstrad CPC
- Mr. Pingo (1986) per Amstrad CPC, clone di Pengo
- M.U.D.S.: Mean Ugly Dirty Sport (1990)
- Multivokabel (1986) per Amstrad CPC, applicativo, solo sviluppato
- Mystery of the Mummy o Bozuma (1988)
- Nibbler (1985) per Amstrad CPC, conversione non ufficiale
- Oil Imperium o Black Gold (1989), edizione americana
- Oxxonian (1989)
- The Plague (1990)
- PTC (1987) per Amiga, clone di Centipede
- Realm of the Trolls (1988)
- Rendering Ranger R² (1995)
- Rock 'n Roll (1989)
- R-Type (1988), solo sviluppo per Commodore 64
- Sarcophaser (1988)
- Shooting Machine o Revenge of Doom (1988) per Amiga
- Shufflepuck Cafe (1989)
- Sky Fighter (1987)
- Soldier (1987)
- Spaceball (1988)
- Spherical (1989)
- St. Thomas (1994)
- Starball (1988)
- StarTrash (1989)
- Street Gang (1987)
- Sunny Shine on the Funny Side of Life (1990)
- Super Turrican (1993) per NES, solo sviluppo
- Time (1985) per Amstrad CPC
- Thunderboy o Thunder Boy (1988)
- To Be on Top (1987)
- Turrican (1990)
- Turrican II: The Final Fight (1991)
- Turrican 3 (1993)
- Vision: The 5th Dimension Utopia (1992) per Amiga/PC, riedizione
- Volleyball Simulator (1987)
- The Wall (1988) per Amiga, clone di Breakout
- Warriors (1988)
- X-Out (1990)
- Z-Out (1990)